# Robert II d'Escòcia
Robert II d'Escòcia (2 de març de 1316 - 19 d'abril de 1390) fou rei d'Escòcia; era fill de Walter Steward i Marjorie Bruce, germana de David II i filla de Robert I. Fou el fundador de la Casa Stuart, a causa del seu càrrec de senescal de la cort (The High Steward o Stuard).
A la mort de David II sense fills es produïren enfrontaments entre els nobles per la successió. Finalment, Robert II fou coronat el 1371 i inicià una nova dinastia, però se li van oposar els Douglas amb suport dels clans gaèlics. Deixà els afers del regne en mans dels nobles, el 1378 donà suport als papes d'Avinyó durant el cisma de Roma i s'enfrontà al rei anglès Ricard II d'Anglaterra, que atacaria Edimburg i Fife el 1385. Com a resposta, va envair Anglaterra, però fou vençut a Otterburn el 1388.